# 細川昌俊
細川 昌俊（ほそかわ まさとし、1947年 - ）は、香川県出身の実業家、元アマチュア野球選手。

## 経歴
香川県立志度商業高等学校ではエースとして活躍。1964年秋季四国大会県予選では準決勝に進むが、丸亀商に敗退。1965年ドラフト会議でサンケイスワローズに8位指名を受けるが拒否。
東洋大学に進学し外野手に転向。当時の東洋大は東都大学野球リーグ二部に低迷していたが。同期のエース会田照夫の好投もあり1966年秋季リーグで二部優勝。入替戦で芝工大を降し、5年ぶりに1967年春季リーグから一部昇格を果たす。しかし一部優勝には届かず、1968年春季リーグの3位が最高成績であった。1968年秋季リーグでは、専大の芝池博明から神宮球場バックスクリーン越えの本塁打を放ち注目を集める。4年生時には主将を務めた。一部リーグ通算275打数56安打、打率.204、10本塁打、30打点。
卒業後は西濃運輸に入社。早川実、小林国男、柴田昌邦の強力投手陣を擁し都市対抗の常連として活躍。1972年の都市対抗では3試合連続本塁打。準決勝に進出するが、優勝した日本楽器の新美敏に抑えられ敗退。この大会では小野賞を受賞した。同年のアマチュア野球世界選手権日本代表となり、社会人ベストナイン（外野手）にも選出されている。1974年から開始された社会人野球日本選手権大会にも5回出場。1978年の都市対抗は本田技研鈴鹿に補強され、左翼手、三番打者として起用される。準決勝に進み日本鋼管の木田勇から2点本塁打を放つが、延長10回サヨナラ負けを喫した。1980年の都市対抗では10年連続出場表彰を受ける。
引退後は日ノ丸西濃運輸社長を務める。